# Župnija Slavina
Župnija Slavina je rimskokatoliška teritorialna župnija dekanije Postojna v škofiji Koper.

## Zgodovina
Severovzhodni konec tržaške škofije sta pokrivali župniji v Hrenovicah in v Slavini. Obe se prvič navajata v papeški taksaciji iz leta 1272 in sta bili v škofovih polnih pravicah. Glede na to, da je teritorij župnije v Slavini v večjem delu sodil pod gospostvo Postojna, katerega začetki segajo do posesti mejnih grofov Weimar-Orlamünde in njihovih dedičev Andechs-Meranskih, je povsem mogoče, da sta bili sprva združeni v eni sami pražupniji. Ker gre za del nekdanjega kronskega ozemlja v mejah tržaške škofije, bi ta pražupnija lahko nastala že v 10. stoletju. Ali je bil njen sedež v Hrenovicah ali v Slavini, iz zgodovinskih virov ni mogoče ugotoviti, čeravno bi spričo zemljepisnega položaja prišla prej v poštev Slavina. Sicer pa je v Slavini v 14. stoletju izpričan grad oglejskega patriarha, ki je sodil pod postojnsko gastaldijo. Zgodovinskih podatkov o tem pa ni veliko.
O župniji Marijinega vnebovzetja v Slavini se ve le toliko, da jo je okoli leta 1360 papeški legat podelil tržaškemu arhidiakonu z namenom, da mu okrepi gmotni položaj. Ker pa je bila zaradi vojn in drugih nevšečnosti dolgo časa vakantna in so jo medtem uzurpirali upravitelji postojnskega gospostva, je tržaški škof Simone Saltarelli leta 1406 nanjo ponovno umestil arhidiakona. Da so pred letom 1406 v Slavini v resnici župnikovali duhovniki, ki niso prihajali iz tržaških vrst, je razvidno tudi iz spora med nekdanjim in aktualnim župnikom, Ožbaltom Stojanovim iz Mengša in Jakobom Nikolajevim iz Sevnice, ki ga je obravnavala videmska kurija leta 1399. Ob tej priložnosti se omenjajo tudi dohodki od treh vasi, ki so sodile pod to župnijo, in sicer Postojne, Zaloga in Stare vasi. Nadaljnje gradivo sicer potrjuje, da je bila župnija v resnici inkorporirana tržaškemu arhidiakonu, vendar vmešavanja Postojnčanov ni bilo konec. To vemo vsaj za leto 1493, ko je namestnik postojnskega glavarja kandidatu za izpraznjeno župnijo priskrbel prezentacijsko pismo cesarja Maksimilijana I., ki ga je tržaški škof, vladarjev varovanec, Ahac Sebriacher (Acacio de Sobriach), tudi upošteval. Še v srednjem veku je v mejah slavinske župnije nastal vikariat pri cerkvi sv. Štefana v Postojni. Leta 1473 se tam omenja že župnik, vendar se cerkev kot takšna ni obdržala in je nazadovala na raven kaplanije. Leta 1793 je duhovnija Postojna postala samostojna župnija, sčasoma pa tudi sedež dekanije.

### Slavinski misal (1481)
Po daljših prizadevanjih je konec avgusta 2018 Narodna in univerzitetna knjižnica (NUK) s podporo Ministrstva za kulturo v ZDA odkupila pomemben iluminirani rokopisni kodeks iz leta 1481, ki je znan pod imenom Slavinski misal. Rokopis, izdelan v Nϋrnbergu v Nemčiji, za cerkev sv. Danijela v Zalogu pri Postojni (danes Župnija Postojna), je bil za Slovenijo dolgo časa izgubljen, saj je prišel v roke zasebnih zbiralcev v tujini. Gre za nacionalno pomembno pridobitev, danes izredno redki misal za bogoslužje oglejskega obreda, v latinščini. V vsebinskem pogledu je kodeks pomemben tudi kot redek ohranjen primerek misala po obredju oglejskega patriarhata, saj so po tridentinskem koncilu, ki je prepovedal starejše liturgične tradicije, iz naših cerkva pod oglejsko pristojnostjo odstranili večino liturgičnih knjig oglejskega obredja.

### Obnovitev Koprske škofije
17. oktobra 1977 je papež Pavel VI. z bulo Prioribus saeculi (V prvih letih) apostolsko administraturo za Slovensko primorje ukinil ter obnovil staro koprsko škofijo, na celotnem ozemlju dotedanje administrature, ter jo pridružil slovenski (ljubljanski) cerkveni pokrajini kot sufragansko škofijo ljubljanske nadškofije. Tedaj je bil škof Janez Jenko imenovan za (prvega) koprskega rezidencialnega škofa.
Po ratifikaciji meddržavnih Osimskih sporazumov, ki so stopili v veljavo oktobra 1977, je bila obnovljena škofija povečana še s tistimi deli goriške nadškofije in reške škofije (okoli Ilirske Bistrice), ki so ostali v Sloveniji.

## Sakralni objekti
| Slika                     | Cerkev                             | Kraj/naselje |
| ------------------------- | ---------------------------------- | ------------ |
| Klikni za spremembo slike | Marija vnebovzeta župnijska cerkev | Slavina      |
|                           | sv. Križ podružnica                | Selce        |
| Klikni za spremembo slike | sv. Marjeta podružnica             | Koče         |
|                           | sv. Jurij podružnica               | Žeje         |